# Labelflash

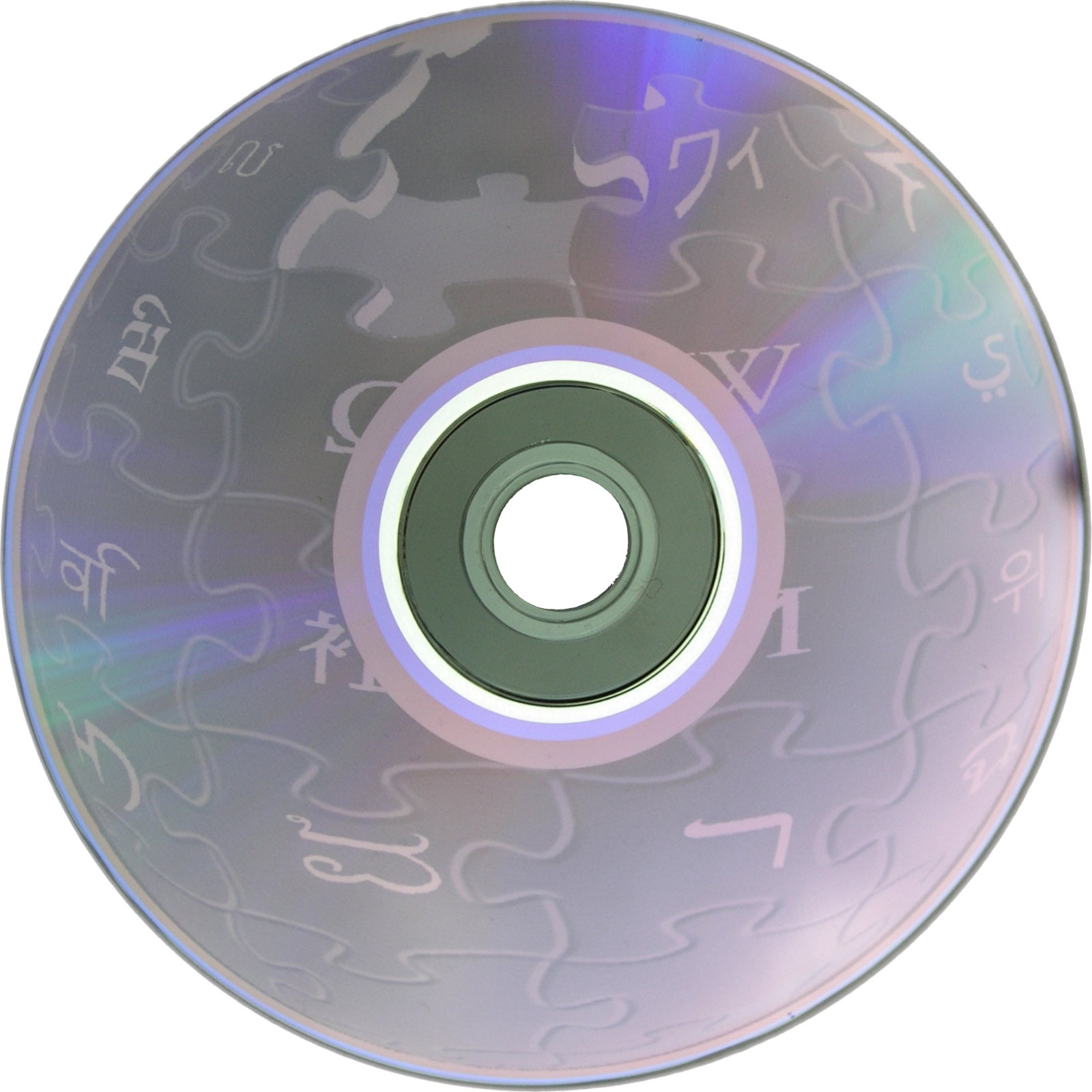
En DVD med Wikipedias logo.

Labelflash är en specialdesignad CD eller DVD som gör det möjligt att etsa in bild och text på CD eller DVD ovansida. Detta kräver en labelflashbrännare. Labelflash kan jämföra sig med LightScribe.